# Samuele Ricci
Samuele Ricci, né le 21 août 2001 à Pontedera en Italie, est un footballeur international italien qui évolue au poste de milieu défensif à l'AC Milan.

## Biographie

### En club
Né à Pontedera en Italie, Samuele Ricci est formé par l'Empoli FC. Ricci aurait pu rejoindre l'ACF Fiorentina mais il a préféré Empoli, estimant que ce club faisait davantage confiance aux jeunes et qu'il pourrait ainsi progresser. Il fait ses débuts en professionnel alors que le club évolue en Serie B, lors de la saison 2019-2020. C'est le 21 septembre 2019 qu'il joue son premier match avec l'équipe première, à l'occasion d'un match de championnat face à l'AS Cittadella. Il entre en cours de partie ce jour-là et son équipe s'impose sur le score de un but à zéro.
Ricci s'impose à Empoli en Serie B, étant considéré comme l'un des joueurs les plus prometteurs du championnat et participe à la promotion du club en première division lors de la saison 2020-2021.
Ses prestations attirent plusieurs clubs en vue du mercato d'été 2021, comme l'Arsenal FC et Leicester City,. Ricci reste finalement à Empoli, et découvre la Serie A le jour de ses 20 ans, le 21 août 2021 contre la Lazio de Rome, à l'occasion de la première journée de la saison 2021-2022. Il est titularisé et son équipe s'incline par trois buts à un ce jour-là.
Le 30 janvier 2022, Samuele Ricci est prêté au Torino FC avec obligation d'achat sous certaines conditions.
Ricci inscrit son premier but pour le Torino le 28 janvier 2023, lors d'une rencontre de Serie A contre l'Empoli FC. Il est titularisé lors de ce match où les deux équipes se neutralisent (2-2 score final),.
Le 3 juillet 2025, Samuele Ricci rejoint l'AC Milan pour un contrat courant jusqu'en juin 2029. Le montant du transfert est estimé à 25 millions d'euros, bonus inclus.

### En équipe nationale
Avec les moins de 17 ans, il participe au championnat d'Europe des moins de 17 ans en 2018. Lors de cette compétition organisée en Angleterre, il joue cinq matchs et marque un but lors de la finale perdue face aux Pays-Bas après une séance de tirs au but.
En mars 2021, Ricci est retenu par Paolo Nicolato (en), le sélectionneur des espoirs afin de participer au championnat d'Europe espoirs en 2021 mais il déclare finalement forfait.

## Palmarès
Italie -17 ans
- Finaliste du championnat d'Europe des moins de 17 ans
  - 2018.